# Boliviansk kvällsmus
Boliviansk kvällsmus (Calomys boliviae) är en däggdjursart som först beskrevs av Oldfield Thomas 1901.  Boliviansk kvällsmus ingår i släktet aftonmöss och familjen hamsterartade gnagare. Inga underarter finns listade.

## Utseende
Arten är medelstor i släktet aftonmöss. Typisk är kort päls som har en grå färg med gula nyanser på ovansidan och en ljusare färg utan grå på sidorna. Undersidans päls bildas av hår som är ljusgrå nära roten och sedan gulbrun vad som ger ett ljusbrunt utseende. Bakom artens stora öron finns en ljus fläck som kan vara otydlig. Öronen är ungefär 19 mm långa och har gråa hår framåt samt olivbruna bakåt. Boliviansk kvällsmus har en smal svans som nästan är naken med en brun ovansida och en vitaktig undersida. En tofs vid slutet finns inte. Honor har 10 till 14 spenar.

## Utbredning och ekologi
Denna gnagare förekommer med två från varandra skilda populationer i  västra Bolivia och norra Argentina. Arten vistas i Anderna mellan 1000 och 2700 meter över havet. Den lever där i växtregionen Yungas.
Ungarnas födelse sker mellan februari och maj (sydsommar till hösten). En hona var dräktig med 10 ungar.

## Hot
Boliviansk kvällsmus betraktas av bönder som skadedjur. Hela populationen bedöms som stabil. IUCN kategoriserar arten globalt som livskraftig.